# Strapping Young Lad
Strapping Young Lad was een Canadese extreme-metalband uit Vancouver, opgericht in 1994 door Devin Townsend. De band begon als een eenmansproject; Townsend bespeelde de meeste instrumenten op het debuutalbum uit 1995, Heavy as a really heavy thing. In 1997 had hij een groep vaste leden gerekruteerd. Deze bezetting, met Townsend als zanger en op elektrische gitaar, Jed Simon op gitaar, Byron Stroud op bas en Gene Hoglan op drums, hield stand tot de band werd opgeheven.
De muziek kenmerkte zich door polyritmische gitaarriffs en drums, blastbeat en een Wall of Sound-productie. De muzikale richting van de band werd voornamelijk bepaald door Townsend, wiens bipolaire stoornis en donkere gevoel voor humor een duidelijk stempel drukten op zijn teksten. Townsend viel bovendien op door zijn excentrieke verschijning en gedrag op het podium, waarmee hij in belangrijke mate bijdroeg aan de intense live-optredens van de band.
Het tweede album City (1997) kreeg positieve recensies, waarna de band een groeiende schare undergroundfans aan zich wist te binden. Na een onderbreking tussen 1999 en 2002 gaf Strapping Young Lad nog drie albums uit, waarvan The new black (2006) het succesvolst was. Townsend hief de band in mei 2007 op en trok zich terug uit het publieke leven. Wel bleef hij soloalbums opnemen.

## Geschiedenis

### Heavy as a really heavy thingenCity(1994–1998)
Strapping Young Lad begon in 1994 als een soloproject van de Canadese muzikant Devin Townsend. Na zijn werk als zanger op Steve Vai's album Sex & religion (1993) en tijdens de daarop volgende tour raakte hij ontmoedigd door zijn ervaringen in de muziekindustrie. Tijdens een korte periode als live-gitarist voor The Wildhearts kreeg hij telefonisch van een vertegenwoordiger van Roadrunner's A&R te horen dat er interesse was in zijn demo's en dat er intentie was om hem een contract aan te bieden. Het aanbod werd uiteindelijk ingetrokken door het hoofd van Roadrunner die volgens Townsend de demo's als "just noise" beschouwde. Hij werd ook afgewezen door Relativity, het label dat verantwoordelijk was voor Sex & religion, omdat men geen commerciële aantrekkingskracht zag in zijn muziek. Century Media contacteerde hierop de muzikant en bood hem een contract aan om "extreme albums" te maken. Townsend stemde in met een deal om vijf albums te maken bij het label.
Na zijn tour met The Wildhearts begon Townsend met het opnemen en produceren van zijn debuutalbum, Heavy as a really heavy thing, onder de naam Strapping Young Lad. Volgens Townsend kostte het opnameproces ongeveer een week. Hij omarmde de anarchistische aanpak van The Wildhearts en voerde het merendeel van de instrumentale nummers zelf uit (met behulp van een drumcomputer). Echter, voor enkele nummers werden lokale sessiemuzikanten ingeschakeld waaronder gitarist Jed Simon, Townsend's toekomstige mede-bandlid.
Heavy as a really heavy thing werd uitgebracht op 4 april 1995. Het album kon niet rekenen op grote erkenning door de metalgemeenschap. Er werden 143 exemplaren verkocht in de eerste zes maanden maar heavy metal-media gaven positieve recensies. Door de ongewone muzikale ideeën - een synthese van death-, thrash- en industrial metalinvloeden - werd het album door Gino Filicetti van Chronicles of Chaos beoordeeld als "very difficult for many people (...) simply because of the fact that it is so varied". Niettemin heeft Townsend bij herhaling zijn afkeur uitgesproken over het album. Hij was er zeer negatief over in de notities bij de heruitgave van het album in 2006 waarin hij beweerde dat er slechts twee goede nummers op het album staan terwijl de rest vulmiddel is. Hij deed tevens de productie af als "niet goed" in interviews, verwijzende naar het album als "basically a collection of demos that were remixed". Century Media adverteerde de heruitgave van het album als de "rebirth of a genre-defying classic", wat Townsend classificeerde als "record company bullshit".
Hij rekruteerde een permanente bezetting voor het tweede album; Jed Simon op gitaar, Byron Stroud op bas en Gene Hoglan op drums. City werd uitgebracht op 11 februari 1997. Het wordt beschouwd als het beste werk dat de band heeft afgeleverd, zowel door fans (volgens Simon) als door critici. Het album kreeg zeer lovende kritieken. Revolver Magazine plaatste City in 2005 op hun lijst van Must Have Metal Albums. Het album belandde op #89 in de lijst van 100 Most Important Albums of the Nineties van het Britse tijdschrift Terrorizer. In 2002 riep Revolver het album uit tot een van de 69 beste metalalbums aller tijden. Metal Hammer noemde City een van de top 20 albums van 1997. Townsend zelf zei over het album: "[City] is the real Strapping record. Thats the ultimate one out of all of them."
De band begon aan een wereldtournee in 1997 om het album te promoten en deed Europa, de Verenigde Staten en Australië aan. In 1998 gaven ze een optreden op Dynamo Open Air in Eindhoven waarna ze de tour door Europa een maand later voortzetten. In juni 1998 gaf de band No sleep 'till bedtime uit, een livealbum met nummers die in 1997 opgenomen waren tijdens hun optreden in de Hi-fi Bar & Ballroom in Melbourne. De band sloot het jaar af met nog een paar shows in Japan en Australië.

### Onderbreking (1999-2002)
Tegen het einde van 1998 laste Townsend een pauze in voor de band om zich te kunnen concentreren op zijn solocarrière en zijn werk als producer. Hij had al twee soloalbums uitgegeven; Ocean machine: Biomech (1997) en Infinity (1998), en had verschillende albums geproduceerd van andere artiesten. Volgens Townsend droegen meerdere conflicten met Century Media en worstelingen met zijn bipolaire stoornis, waarvoor hij zich liet opnemen in een psychiatrisch ziekenhuis, bij aan het afremmen van de activiteiten van de band:
What happened? I signed a shitty deal, but luckily it was non-exclusive. I got tired of doing Strapping so I said, 'I can't do it anymore.' Then I freaked out and went into a hospital. My lawyer said that I was under mental duress when I signed the contract so the contract is void. At that point it was like, 'I just won't do another Strapping record.' Yeah, I went down saying 'CM was the shittiest label ever.' And they went down as saying that I was 'a complete, arrogant psychopath.'
Townsend bleef productief tussen 1999 en 2002 en nam nog twee soloalbums op, Physicist in 2000 en Terria in 2001. Hij produceerde albums voor onder andere Zimmers Hole, Stuck Mojo en Soilwork. Hoewel Strapping Young Lad officieel een tussenpoze had, traden ze af en toe nog wel op waaronder tijdens de Foot in mouth tour in 2001 met Fear Factory. Gedurende deze periode waren Townsend's mede-bandleden muzikaal actief; zowel Stroud als Hoglan namen werk op met andere bands. Alle drie waren ze betrokken bij Townsend's soloproject als sessiemuzikanten en als deel van zijn liveband. Hoglan en Simon traden begin 2002 ook op met het nevenproject Tenet met bassist Stuart Carruthers (Grip Inc.) en zanger/gitarist Rob Urbinati (Interzone).
In december 2001 kondigde Townsend aan, in tegenstelling tot zijn eerdere publieke uitspraken, dat in 2002 een nieuw album van Strapping Young Lad uitgebracht zou worden. Hij benadrukte dat hij zijn product niet "opdrong" aan fans om de verkoop te stimuleren, daar zijn band - en het contract met Century Media - nooit een lucratieve onderneming is geweest. In plaats daarvan bestond zijn motivatie uit de "creatieve woede" die gevoed werd door de aanslagen op 11 september 2001 en die verder groeide gedurende hun tour in 2001. Het zou het eerste album worden waaraan de hele band zou meeschrijven; ongeveer de helft van het materiaal werd geschreven tijdens de Foot in mouth tour in 2001, en de rest thuis vanaf januari 2002. Na het optreden op een aantal festivals in 2002 ging Strapping Young Lad in september dat jaar de studio in om hun derde album op te nemen.

### Strapping Young LadenAlien(2003–2005)

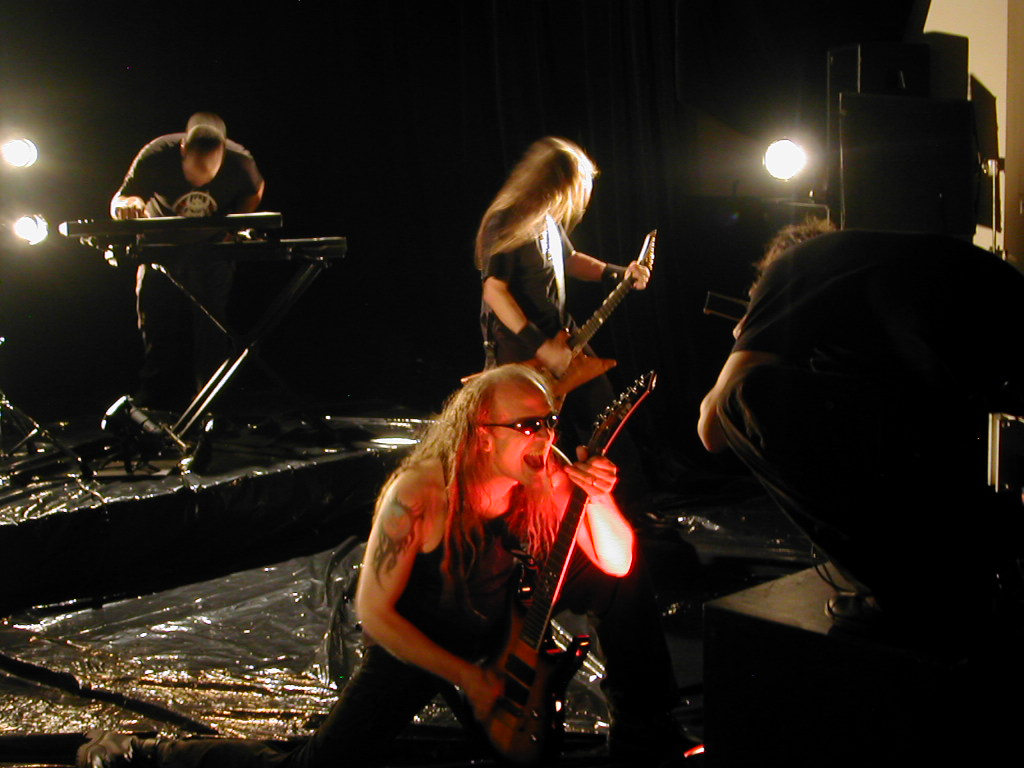
Strapping Young Lad tijdens de opnames van de videoclip voor de single Zen in 2005

Het titelloze album Strapping Young Lad (SYL) werd uitgebracht op 11 februari 2003 en werd het eerste album van de band dat de hitlijsten wist te behalen; het album kwam op #97 binnen in Billboard's Top Heatseekers. SYL ontving gematigd positieve recensies. Nate Smith van Rockzone.com noemde het een "solid addition to the Townsend catalog", maar "not an instant classic". Xander Hoose van Chronicles of Chaos noemde het een goed album, maar wees er tevens op dat het in alle opzichten minder goed is dan City. Strapping Young Lad was anders dan City omdat het minder industrial was en meer deed denken aan deathmetal; de humor waarmee de eerdere twee albums doordrongen waren, was minder sterk aanwezig. Het nummer Devour zou later belanden op de soundtrack van de film Alone in the dark uit 2005.
De band tourde uitvoerig in 2003 en 2004, waarbij ze de Verenigde Staten, Europa, Canada en Australië aandeden. Hoewel Townsend zei dat Strapping Young Lad mogelijk het laatste album zou zijn, tekende de band een nieuw contract met Century Media Worldwide in maart 2004 en kondigden ze plannen aan voor een nieuw album. Op 2 november 2004 gaf Strapping Young Lad een dvd uit, For those aboot to rock: Live at the Commodore, waarop het optreden op 16 januari 2004 in de Commodore Ballroom in Vancouver vastgelegd was. De dvd bevatte extra's in de vorm van twee videoclips, van de nummers Relentless en Detox, en interviews met bandleden.
Alien werd uitgebracht op 22 maart 2005. In de eerste week werden 3.697 exemplaren verkocht. Het album belandde op #32 in de Top Heatseekers en op #35 in de Top Independent Albums. Critici prezen Townsend's vindingrijkheid en de dynamiek van de nummers waarin "melody and discord meet midway". Adrien Begrand van PopMatters schreef dat Strapping Young Lad de lat weer hoger gelegd hadden, terwijl Blabbermouth.net's Krista G. het album een van de beste van het jaar noemde. Townsend en Hoglan waren de belangrijkste schrijvers van het album, aangezien Simon en Stroud druk waren met andere verplichtingen. Townsend legde uit dat het experimentele nummer "Info dump" een reflectie was op zijn gemoedstoestand die volgde nadat hij gestopt was met het nemen van zijn medicatie. De productie van Alien was gedocumenteerd en alleen online beschikbaar gesteld via de officiële website van Century Media in februari 2005. Het was ook beschikbaar als een bonus-dvd bij de eerste gelimiteerde uitgave van het album.
Love? werd gekozen als de enige single van het album. De bijbehorende videoclip, geïnspireerd door de horrorfilm The evil dead, werd geregisseerd door Joe Lynch. De clip leverde de band meer aandacht op en Love? werd een van Strapping Young Lad's herkenbaarste nummers. Simon gaf toe een clip voor specifiek dit nummer geproduceerd te hebben omdat Love? de grootste commerciële potentie had. Het zou oorspronkelijk een van de twee bevestigde nummers zijn voor een ep die vier nieuwe nummers en vier covers zou bevatten. Hoewel de ep zou verschijnen in 2003, werd de plaat uiteindelijk niet uitgebracht. Er was ook een videoclip gemaakt voor Zen; de clip zou verschijnen in de film Shoot 'em up uit 2007.
De band startte een tour in de Verenigde Staten in april en mei 2005 waarna ze tourden door Europa. Tegen eind juni tourden ze door Noord-Amerika als onderdeel van de Sounds of the underground-tour waarna ze aansloten bij Fear Factory's Transgression tour in de Verenigde Staten. Gedurende deze tour speelde Fear Factory's bassist Stroud in beide bands bij elk concert. Strapping Young Lad sloot het jaar af met een tour door het Verenigd Koninkrijk. Tijdens de tour begon de band met het schrijven van het volgende album en zette het werk voort in januari 2006 waarna werd aangekondigd dat het album uitgebracht zou worden op 11 juli. In mei kondigde Townsend zijn intentie aan om een pauze in te lassen met het maken van albums na afloop van het touren wegens oververmoeidheid door het continue opnemen en produceren in de afgelopen tien jaar.

### The new black(2006)

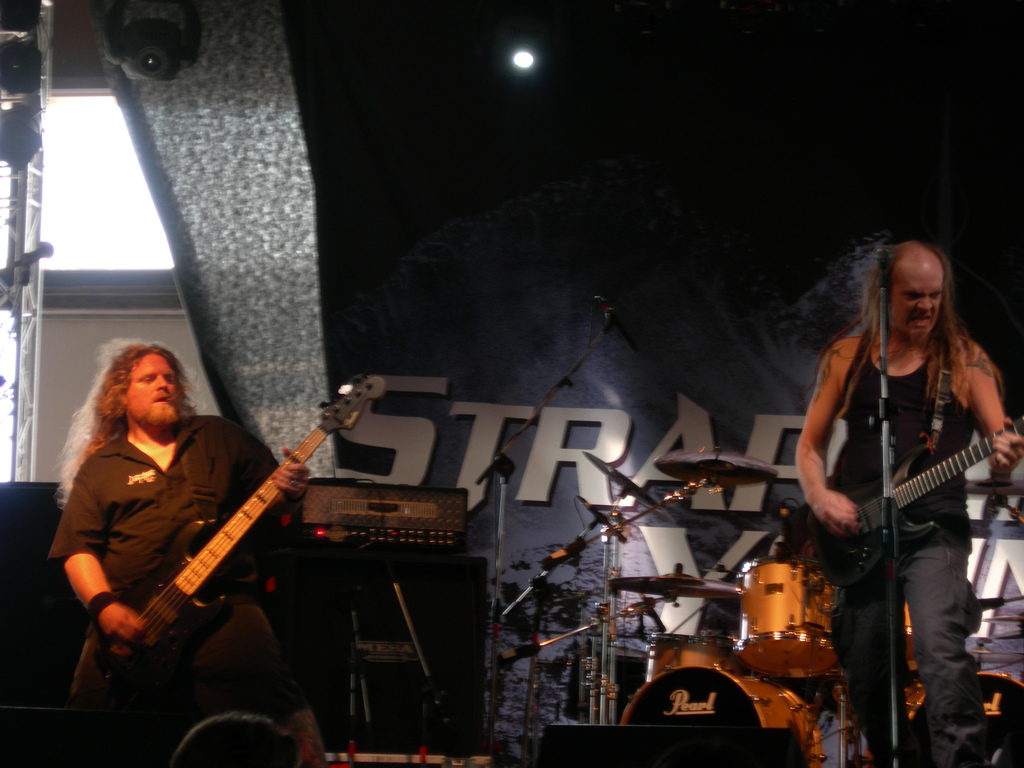
Stroud en Townsend tijdens een optreden in 2006

The new black, Strapping Young Lad's vijfde en laatste studioalbum, werd uitgebracht op 11 juli 2006. Century Media stelde een strikte deadline in op de uitgavedatum van het album; het moest klaar zijn voor Ozzfest. Ondanks de deadline vonden de opnames volgens Townsend niet gehaast plaats. The new black werd een commercieel succes en werd goed beoordeeld. Het was melodischer dan alle vorige albums en bevatte veel humor. Het album werd in de eerste week meer dan 4.000x verkocht en belandde op #200 in de Billboard 200, #15 in de Top Independent Albums en #8 in de Top Heatseekers. Cosmo Lee van Stylus Magazine omschreef The new black als "heavy, catchy and with no filler". About.com's Chad Bowar was ook positief en schreef: "This is a CD that's dense and heavy, but also has some memorable hooks".
Eind mei werd een videoclip voor de enige single Wrong side opgenomen. In juni ondernam Strapping Young Lad een korte festivaltour door Europa en trad de band op bij Rock am Ring en Rock im Park in Duitsland en Download Festival in Engeland, gevolgd door een tweede optreden op Ozzfest in juli en augustus.

### Opheffing (2006)
Townsend herinnert zich dat hij na Alien al wist dat hij niet door wilde gaan met Strapping Young Lad en dat hij al wenste te stoppen met de band na het uitbrengen van City, aangezien hij het project als afgerond beschouwde.
Hoewel Hoglan in eerste instantie de opheffing ontkende en zei dat de band zou touren in maart 2007, zei hij later dat Strapping Young Lad een uitgebreide pauze had ingelast en misschien niet meer samen zou komen. Tijdens een persconferentie ter promotie van zijn nieuwe soloalbum Ziltoid the Omniscient, in mei 2007, kondigde Townsend zijn plannen aan om zich terug te trekken uit het publieke leven inclusief interviews en touren om zich te concentreren op zijn familie, het produceren van soloalbums en het produceren van muziek voor andere artiesten. Als gevolg hiervan viel de band feitelijk uit elkaar. Townsend's beslissing om de band op te heffen zorgde voor een breuk tussen hem en de andere bandleden die Strapping Young Lad op de piek van zijn populariteit en potentie zagen; volgens Simon vervreemde de rest van de band zich enige tijd van Townsend.

### Heruitgaves en incidentele optredens

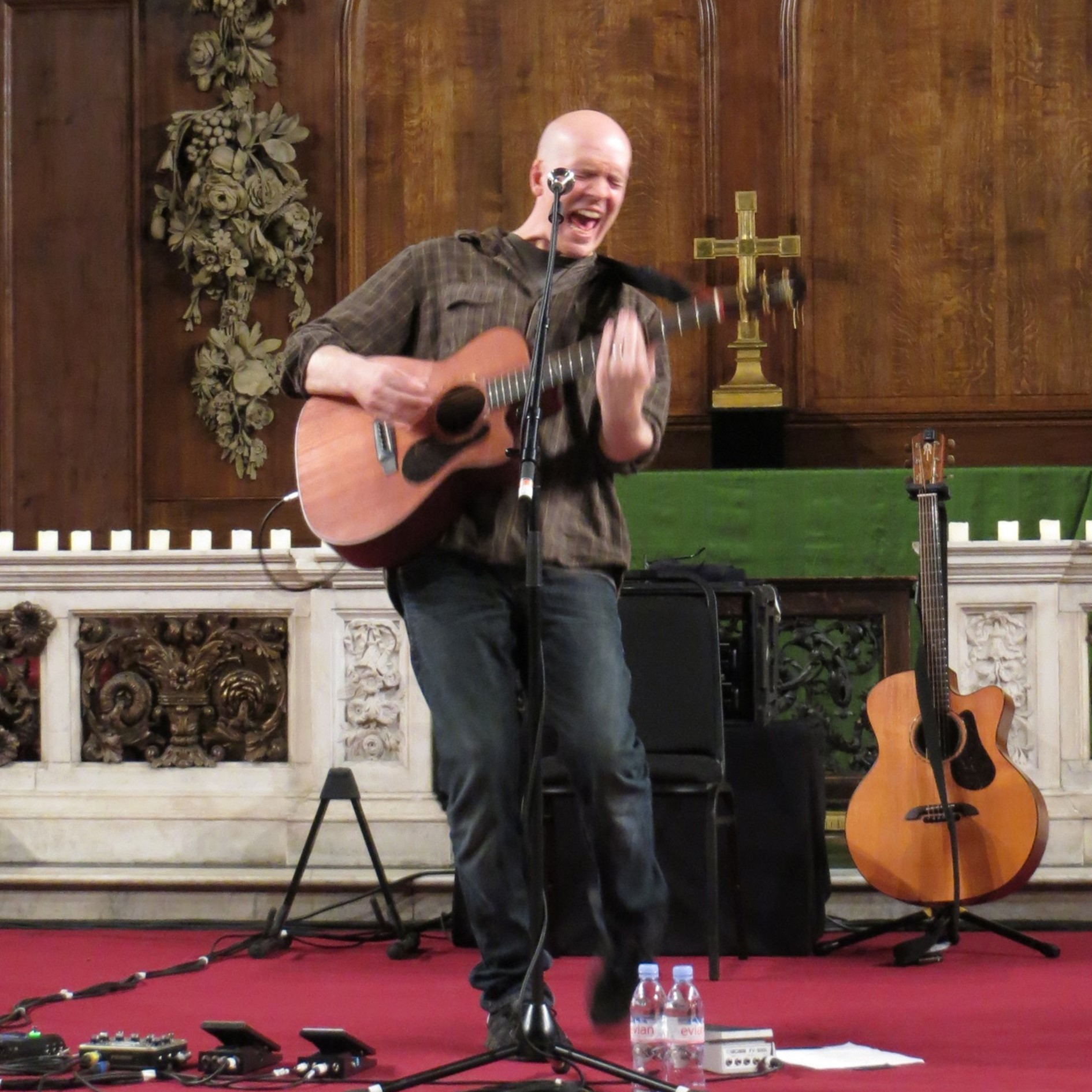
Townsend tijdens een optreden in 2015 in de St James' Church aan Piccadilly in Londen

De geremasterde 10e verjaardagseditie van City ẃerd uitgebracht op 7 juni 2007, in dezelfde geest als de remaster van Heavy as a really heavy thing uit 2006, met bonustracks en uitgebreide commentaren van Townsend. Een album dat het gehele oeuvre bestrijkt, 1994-2006 chaos years, werd uitgebracht op 31 maart 2008 met een bonus-dvd met live-optredens en alle videoclips.
Gedurende The retinal circus in oktober 2012, een concert waarmee Townsend terugkeek op zijn carrière, introduceerde hij Simon op het podium en voerde hij twee nummers van Strapping Young Lad uit; Love? en Detox. Townsend heeft sindsdien gezegd dat dit een eenmalig optreden was en dat hij niet geïnteresseerd is in het bij elkaar brengen van Strapping Young Lad of om op toekomstige shows nummers te spelen. Hij berichtte op Twitter dat hij niet langer dezelfde connectie voelt met de muziek van de band en dat zijn optreden een afsluiting was voor hem en Strapping Young Lad. Tijdens een interview met de Metal Hammer-podcast zei Townsend dat hoewel hij nog steeds een connectie heeft met de muziek, Strapping Young Lad vereiste dat hij tot extremen ging wat zijn tol eiste. Op zijn eigen website herhaalt hij dat Strapping Young Lad een project was dat hij uiteindelijk als schadelijk zag voor zijn mentale en fysieke gezondheid. In 2013 speelde hij Love? tijdens concerten in Mexico en Chili als "covers", maar later betuigde hij spijt over deze beslissing omdat het mensen in verwarring brengt.
Townsend voerde af en toe een akoestische versie uit van Love? tijdens zijn An evening with Devin Townsend-shows in het Verenigd Koninkrijk in 2015 en 2019. In 2016, tijdens een tour met Devin Townsend Project, speelde hij soms een humoristische akoestische versie van Detox. In 2019 kondigde hij aan dat gedurende zijn tour rond het soloalbum Empath ook nummers van Strapping Young Lad gespeeld zouden worden. Hij merkte daarbij op dat het een belangrijk deel is van wat hij doet en wie hij is en dat hij het enige tijd genegeerd heeft.
Townsend speelde meerdere nummers van Strapping Young Lad tijdens het festival 70,000 Tons of Metal, inclusief Aftermath, Love?, Detox, All hail the new flesh en een live debuut van Almost again van het album The new black uit 2006.

## Muzikale stijl
Strapping Young Lad staat bekend om zijn mix van industrial thrashmetalgeluid en elementen van black metal. Veel nummers tonen Townsend's veelzijdige zangstijl, wisselend van schreeuwen en grommen tot "echte" zang of zelfs falsetto gedurende een enkel lied. Volgens Townsend functioneerde de band als zijn uitlaatklep om uit zijn bol te gaan. Zijn twee belangrijkste projecten, het meer melodische The Devin Townsend Band en het agressieve Strapping Young Lad, waren bedoeld als het positieve en het negatieve. Om een chaotisch en kakofonisch geluid te ontwikkelen, paste de band ingewikkelde maatsoorten, polyritmische composities, blastbeats, sampling, keyboardeffecten en ingewikkelde gelaagde productie toe. Townsend gebruikte de nieuwste technologie die hij tot zijn beschikking had zoals Pro Tools, Cubase en Logic Pro, bij het opnemen, mixen en produceren van de nummers. Hij ontwikkelde een atmosferische, gelaagde "wall of sound" wat een ijkpunt werd van de productiestijl van de band (met uitzondering van het album Strapping Young Lad dat geen samples of gelaagde zang bevatte). Townsend's muzikale ideeën en productiestijl zijn vergeleken met Phil Spector en Frank Zappa. Over het algemeen vermeed Strapping Young Lad gitaarsolo's tot aan The new black, dat meer nadruk legt op melodie dan de voorgaande albums.

### Invloeden
Strapping Young Lad liet zich beïnvloeden door een uiteenlopend spectrum van muzikale genres, voornamelijk maar niet exclusief door heavy metal. Townsend noemde onder andere Judas Priest, Jane's Addiction, Zoviet France, Grotus en Frank Zappa als zijn invloeden en drukte ook meer dan eens zijn bewondering uit voor Meshuggah, die hij "the best metal band on the planet" noemde. Simon en Stroud rekenden klassieke hardrockbands als AC/DC, Led Zeppelin en Kiss en traditionele thrash- en deathmetalbands als Exodus, Slayer en Morbid Angel tot hun invloeden, terwijl Hoglan's invloeden flink uiteenliepen van Stevie Wonder tot progressieve rockdrummers als Neil Peart (Rush), Terry Bozzio (o.a. Vai) en Nick Mason (Pink Floyd). Townsend verklaarde dat Napalm Death en Fear Factory de belangrijkste invloeden waren voor Heavy as a really heavy thing. City werd beïnvloed door bands zoals Foetus en White Noise en de invloeden voor The new black waren Meshuggah en meer traditionele metal als Metallica.

### Thema's in songteksten
Townsend was de belangrijkste tekstschrijver van de band. Hoewel de eerste twee albums voornamelijk zijn werk waren, bevatten latere albums riffs, tekstuele ideeën en songtitels van de andere bandleden.
Ondanks de brutaliteit van de muziek van Strapping Young Lad, bevatten hun nummers sarcastische humor en zelfspot. Townsend's teksten behandelen vaak serieuze persoonlijke of politieke zaken met een morbide gevoel voor humor. Hij vergeleek het gevoel voor gekkigheid met dat van "Weird Al" Yankovic. Townsend's invloeden op het schrijven van teksten besloegen een breed spectrum aan thema's waaronder oorlog, wiskundige stellingen en films. Hij gebruikte tevens kruisverwijzingen waarbij hij zijn eigen teksten herhaalde, zoals ouder materiaal van Strapping Young Lad of solomateriaal.

## Live-optredens

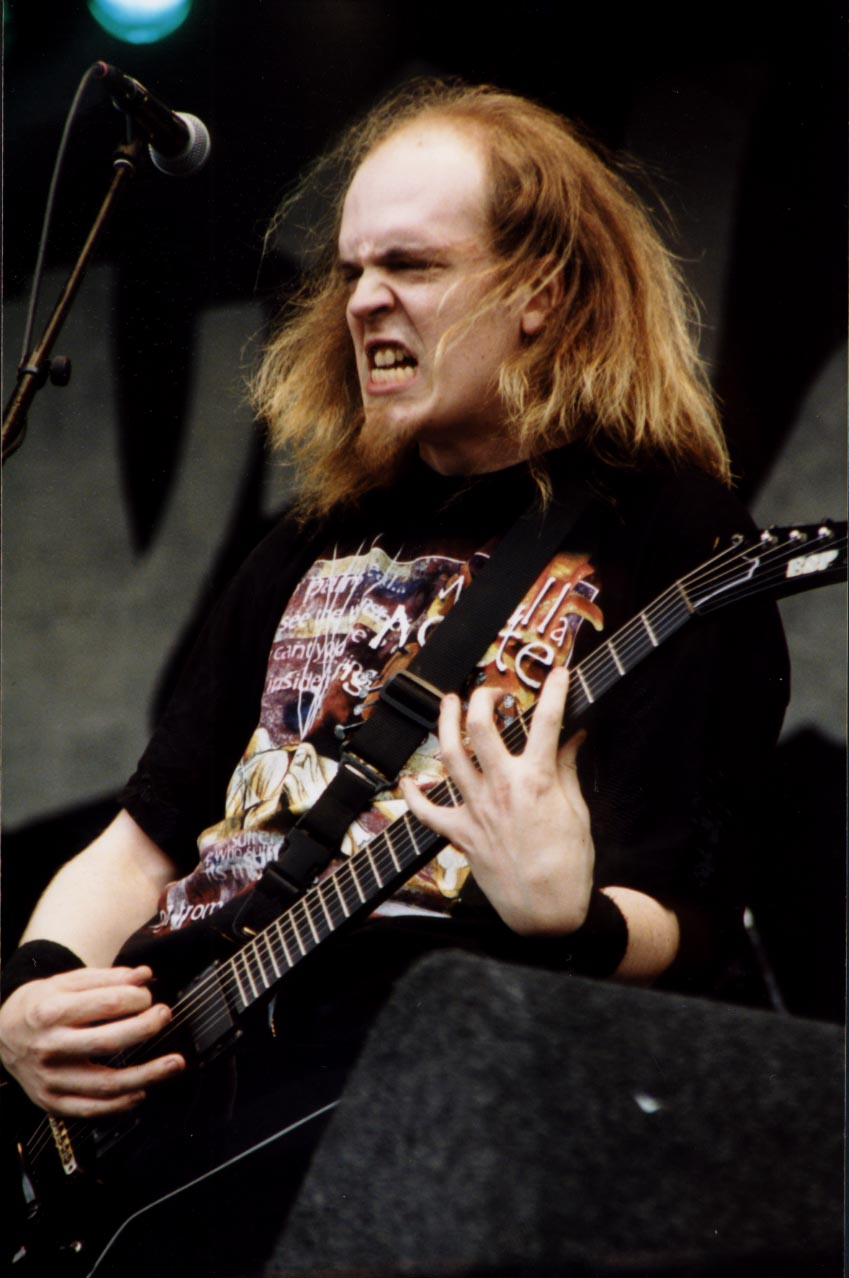
Townsend's kenmerkende "skullet" en agressieve persona op het podium maakten hem een van de opvallendste figuren in de metalgemeenschap

Strapping Young Lad stond bekend om zijn energieke live-optredens, voornamelijk dankzij de excentrieke verschijning en persona van Devin Townsend. Adrian Begrand van PopMatters schreef: "Nobody in metal today has the same kind of commanding stage presence as the self-professed Bald Bastard, Devin Townsend". Hij noemde Strapping Young Lad "one of the best live bands around". Townsend genoot bekendheid vanwege zijn capriolen op het podium; hij maakte zijn ironische en sarcastische humor deel van zijn shows en ging een sterke interactie aan met het publiek dat hij bediende van komische en vaak beledigende opmerkingen, motiveerde het publiek om in circlepits te moshen en parodieerde zowel heavy metalclichés als het genre zelf.
De humoristische aanpak van de band werd ook duidelijk door het live uitvoeren van een nummer sinds 1997 met de titel Far beyond metal, een parodie op klassieke heavy metal. Het werd bij elk concert gespeeld en een favoriet onder de fans, met teksten die bij vrijwel elke uitvoering veranderden. Hoewel het live werd opgenomen op No sleep 'till bedtime en voor de dvd For those aboot to rock, werd er geen studio-opname gemaakt vóór 2006 tijdens de opnames van The new black. De band was tevens sarcastisch over de Canadese wortels; naast de opzettelijk onjuiste spelling van de dvd-titel For those aboot to rock gebruikten ze Blame Canada, een komisch anti-Canada-lied uit South Park: Bigger, longer & uncut als de intromuziek voor veel concerten in 2003 en 2004.
Gedurende een zekere tijd speelde Strapping Young Lad ook Townsend's solomateriaal live. In 1998, na het uitbrengen van Infinity, begonnen ze nummers van zowel de band als van Townsend als soloartiest te spelen, als twee separate sets. Pas na de uitgave van het soloalbum Accelerated evolution in 2003 richtte Townsend een nieuwe band op, The Devin Townsend Band, ter begeleiding van zijn solomuziek.

## Discografie
- Heavy as a really heavy thing, 1995
- City, 1997
- Strapping Young Lad, 2003
- Alien, 2005
- The new black, 2006